# IC 944
IC 944 ist eine Spiralgalaxie vom Hubble-Typ Sa im Sternbild Bärenhüter am Nordsternhimmel. Sie ist schätzungsweise 312 Millionen Lichtjahre von der Milchstraße entfernt.
Das Objekt wurde am 7. April 1888 von dem US-amerikanischen Astronomen Lewis Swift entdeckt.